# Abdoulkader Boubacar Adamou
Abdoulkader Boubacar Adamou es un deportista nigerino que compite en judo. Ganó una medalla de bronce en los Juegos Panafricanos de 2023, en la categoría de –81 kg.

## Palmarés internacional
| Juegos Panafricanos | Juegos Panafricanos | Juegos Panafricanos | Juegos Panafricanos |
| Año                 | Lugar               | Medalla             | Categoría           |
| ------------------- | ------------------- | ------------------- | ------------------- |
| 2023                | Acra (Ghana)        | Medalla de bronce   | –81 kg              |